# Lucho Garland
Luis Francisco Garland Llosa (Lima, 10 de enero de 1930-21 de noviembre del 2014), fue un afamado guitarrista, compositor, arreglista y cantante peruano, de gran influencia en la historia de la música criolla.

## Biografía
Lucho Garland es hijo Carlos Garland Higgingson y de Selmira Llosa Vásquez. Estuvo relacionado con distintas personalidades como Enriqueta Garland Higginson, Antonio Garland y Mocha Graña Garland.
Estudio la primaria y secundaria en el Colegio Maristas Champagnat en Lima. Padre de dos hijos, Luis Miguel y María Soledad con su primer matrimonio Rosa Reyes Flores Araoz. Posteriormente contrajo segundas nupcias con Gloria Meléndez Arancibia, con quien mantuvo una larga relación. Se retiró de las actividades artísticas en 1990, aunque colaboró posteriormente en esporádicas ocasiones con sus colegas músicos.
Aunque autodidacta como guitarrista, se inició en la música criolla influenciado por los temas de la guardia vieja peruana y la admiración que sentía por músicos como Ángel Monteverde —del dúo Costa Monteverde— y el conjunto Los Chalanes del Perú. Fue justamente este amplio rango musical en sus gustos, lo que llevó a Lucho Garland a convertirse en uno de los más influyentes guitarristas del criollismo: su estilo iba de los solos de guitarra más criollos —con típicos trinos y repiqueos— hasta la introducción de armonías y acordes disonantes en el vals peruano.

### Carrera musical
Empezó su carrera musical en 1950 a la edad de 20 años, como primera guitarra y segunda voz del conjunto aficionado Los Bancarios. En 1952 fundó el conjunto Los Troveros Criollos con el cantante Jorge Pérez López. El 18 de julio de 1952 obtuvieron el primer lugar del concurso radial organizado por Radio América, con el tema «Vecinita». A partir de entonces fueron contratados para participar tres veces por semana en audiciones en vivo de esa emisora, provocando largas colas del público deseoso de conocerlos. Tan solo un año después y ya gozando de amplia popularidad, formaron una alianza artística con el compositor Mario Cavagnaro. Sus temas de replana, como «Yo la quería patita», «Carretas aquí es el tono» y otros, causaron sensación y batieron todos los récords de audiencia y venta de discos. 
Formó y dirigió el trío Los Troveros Criollos en su segunda etapa, entre 1956 y 1960 junto con Humberto Pejovés y Pepe Ladd. Esta fue la etapa más sobresaliente en términos cualitativos. La versatilidad de este trío fue realmente impresionante y fue alabada por grandes músicos y locutores peruanos. Su repertorio de temas estrenados por ellos consta de ya clásicos cantados por todas las generaciones. Entre ellos están los «Valses rosa té», «El rosario de mi madre», «Marinera» y «Cuando esté bajo una loza». 
El celebrado compositor peruano Manuel Acosta Ojeda escribió sobre ellos en junio de 2012: «El trío Los Troveros Criollos, de Lucho Garland, Humberto Pejovés y Pepe Ladd, fue en cuanto a armonía de voces y guitarras —a mi modesto parecer— el mejor trío criollo de todos los tiempos». También fue acompañado en las castañuelas, José Manuel Vásquez Castilla «Canelita».
Su influencia en las siguientes generaciones de guitarristas criollos recién se está valorando en toda su dimensión. Aunque sus célebres introducciones y solos eran definidos como criollísimos, hoy se le valora también como el pionero de la armonía en la guitarra criolla. Sus armonías y acordes disonantes sentaron la base para que guitarristas como Carlos Hayre y Félix Casaverde, entre otros, desarrollaran la escuela armónica. 
Como vocalista, su segunda y tercera voz fue igualmente apreciada. Nicomedes Santa Cruz, célebre representante de la música negra en el Perú, en 1953 lo definió con las siguientes palabras: «La voz educada y varonil de Lucho Garland, su natural registro de barítono, su habitual simpatía; su virtuosismo en la guitarra; y sus modernísimos arreglos musicales, con un gran sentido de la armonía, sitúan nuestro vals criollo como arte cotizable y cotizado en el mercado internacional».
Como compositor dejó valses tradicionales como «Serenata», románticos como «Agonía de amor» y jaraneros como «Travesuras limeñas». Este último tema fue compuesto en 1990 con los demás integrantes de Los Troveros Criollos.

## Acompañamiento y asesoría musical
Acompañó con su guitarra a la cantautora Alicia Maguiña en diversos conciertos públicos y al actor y recitador Hudson Valdivia en el celebrado disco Madre. Como arreglista brilló colaborando con Chabuca Granda en su celebrado disco Lo mejor de Chabuca Granda y con el recordado director de orquesta Enrique Lynch, en la grabación del vals peruano «Recuerdos del ayer», composición suya con letras de la poetisa Amparo Baluarte.

## Discografía
1. Los Troveros Criollos
2. Los Troveros Criollos – Música Peruana
3. Los Troveros Criollos y Mario Cavagnaro
4. ¡Vuelven!
5. Como antes...
6. Contrapunto: Los Troveros Criollos y Los Dávalos
7. Así cantamos en el Perú
8. Grandes Tríos del Milenio
9. Los Troveros Criollos – La última Cita
10. Lo mejor de Chabuca Granda
11. Madre Hudson Valdivia y Lucho Garland
12. Grupo Espectáculo Los Troveros Criollos
13. Fuerza de Submarinos – Homenaje a Francisco Quirós